# Behördeninitiative
Die Behördeninitiative ist ein Rechtsbegriff in der Schweiz im Kanton Zürich.  Dieses politische Recht kann von Behörden wahrgenommen werden.

## Vorgehensweise und Zweck
Mit der Behördeninitiative verlangt eine Behörde – in der Praxis üblicherweise die Exekutive einer Gemeinde – eine Änderung der Kantonsverfassung oder eines kantonalen Gesetzes oder eine neue Bestimmung in Verfassung bzw. Gesetz. Die Behördeninitiative wird dann wie eine parlamentarische Initiative, eine Einzelinitiative oder eine Volksinitiative behandelt, wenn sie die Unterstützung von wenigstens 60 (von insgesamt 180) Mitgliedern des Kantonsrates findet. Ihre Grundlage hat die Behördeninitiative im Artikel 24 der Zürcher Kantonsverfassung vom 27. Februar 2005.
Zweck der Behördeninitiative ist eine Stärkung der Gemeinden, auf deren Autonomie im föderalistischen Staatssystem der Schweiz grosses Gewicht gelegt wird. 